# Lophochorista curtifascia
Lophochorista curtifascia là một loài bướm đêm trong họ Geometridae.